# Equatorial Congo Airlines
Equatorial Congo Airlines SA, que operaba como ECAir, era una aerolínea con sede en Brazzaville, República del Congo. La aerolínea operaba como aerolínea de bandera de la República del Congo.

## Historia
ECAir fue creada gracias al apoyo del gobierno congoleño para servir de impulsora de la modernización del sector aeronáutico en la región. Las tripulaciones y soporte técnico para ECAir son proporcionados por la aerolínea de transporte VIP ejecutivo con base en Ginebra, PrivatAir. y esto hace que ECAir no esté incluida en la lista de aerolíneas con acceso prohibido a la Unión Europea, como si ocurre con todas las aerolíneas que tienen su servicio de mantenimiento en la República del Congo.
Las operaciones comenzaron el 24 de septiembre de 2011, cuando la aerolínea recibió la entrega de su primer avión, un Boeing 737-300. Recibió la entrega de su segundo Boeing 737-300 en febrero de 2012.
El 24 de agosto de 2012 ECAir inició su primera ruta internacional, Brazzaville – Paris-CDG, ofreciendo cuatro frecuencias semanales a bordo de un avión Boeing 757 de PrivatAir.
Las operaciones con aeronaves de fuselaje ancho comenzaron en febrero de 2015 con el alquiler de un Boeing 767-316ER de PrivatAir para ser utilizado en el servicio de Brazzaville a París (4 vuelos semanales). La entrega de un Boeing 787-8 está prevista para la primera mitad de 2016, con la intención de abrir rutas a China y los Estados Unidos.

## Cuestiones empresariales

### Propiedad y estructura
ECAir, desde su creación, se reparte su accionariado en un 70% en manos del Gobierno de la República del Congo, 15% de la autoridad marítima de Pointe-Noire y 15% de la compañía Heli-Avia. Para poner en funcionamiento la aerolínea, el gobierno contactó a Lufthansa Consulting, quien gestionó todos los pasos para concluir el lanzamiento de la aerolínea, y desarrolló un plan de negocio para los siguientes cinco años, que incluía la futura estructura de rutas y de flota de la aerolínea. Desde el lanzamiento, todos los pilotos y algunos tripulantes de cabina de pasajeros así como encargados de mantenimiento han sido proporcionados por la aerolínea con sede en Ginebra, PrivatAir. Tras la marcha de Lufthansa Consulting, la compañía recibió sus servicios de consultoría principalmente de CoeM. CoeM está también presente en otros servicios del Congo, como en urbanismo, edificios y hoteles.

### Tendencias de negocio
La aerolínea comenzó a operar en septiembre de 2011, y se anunció que la empresa no esperaba obtener beneficios hasta tres años después, es decir, en 2014.
Aún no se han publicado nunca las cuentas anuales, y las fuentes principales de información financiera de la empresa son los reportajes y noticias publicadas en la prensa:
|                                     | 2012        | 2013    | 2014 | 2015 |
| ----------------------------------- | ----------- | ------- | ---- | ---- |
| Resultado                           |             |         |      |      |
| Número de empleados                 | 140         | 200     | 350  |      |
| Número de pasajeros                 |             | 202.000 |      |      |
| Número de aeronaves(a final de año) | 3           | 4       | 5    | 7    |
| Notas/fuentes                       | [ 8 ] [ 9 ] | [ 10 ]  |      |      |

### Oficina central

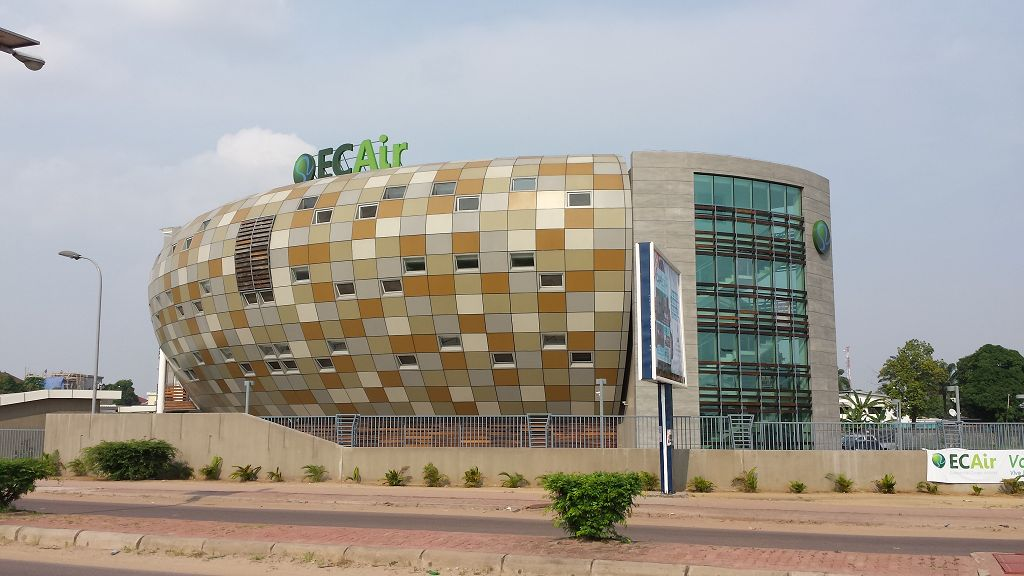
Sede Central de Equatorial Congo Airlines en el aeropuerto de Brazzaville

ECAir tiene su sede corporativa central en el ECAir House, aeropuerto Maya Maya, Brazzaville.

## Destinos
ECAir atendía los siguientes destinos (en marzo de 2015):
|  | Base |

| Ciudad       | País                   | IATA | OACI | Aeropuerto                                      |
| ------------ | ---------------------- | ---- | ---- | ----------------------------------------------- |
| Brazzaville  | República del Congo    | BZV  | FCBB | Aeropuerto Maya-Maya                            |
| Beirut       | Líbano                 | BEY  | OLBA | Aeropuerto Internacional de Beirut Rafic Hariri |
| Cotonú       | Benín                  | COO  | DBBB | Aeropuerto Cadjehoun                            |
| Douala       | Camerún                | DLA  | FKKD | Aeropuerto Internacional de Douala              |
| Dubái        | Emiratos Árabes Unidos | DXB  | OMDB | Aeropuerto Internacional de Dubái               |
| Libreville   | Gabón                  | LBV  | FOOL | Aeropuerto Internacional de Libreville          |
| Oyo          | República del Congo    | OLL  | FCOD | Aeropuerto de Oyo Ollombo                       |
| París        | Francia                | CDG  | LFPG | Aeropuerto de París Charles de Gaulle           |
| Pointe-Noire | República del Congo    | PNR  | FCPP | Aeropuerto Internacional Antonio Agostinho Neto |
| Bamako       | Mali                   | BKO  | GABS | Aeropuerto Internacional de Bamako              |
| Dakar        | Senegal                | DSS  | GOBD | Aeropuerto Internacional Blaise Diagne          |

## Flota

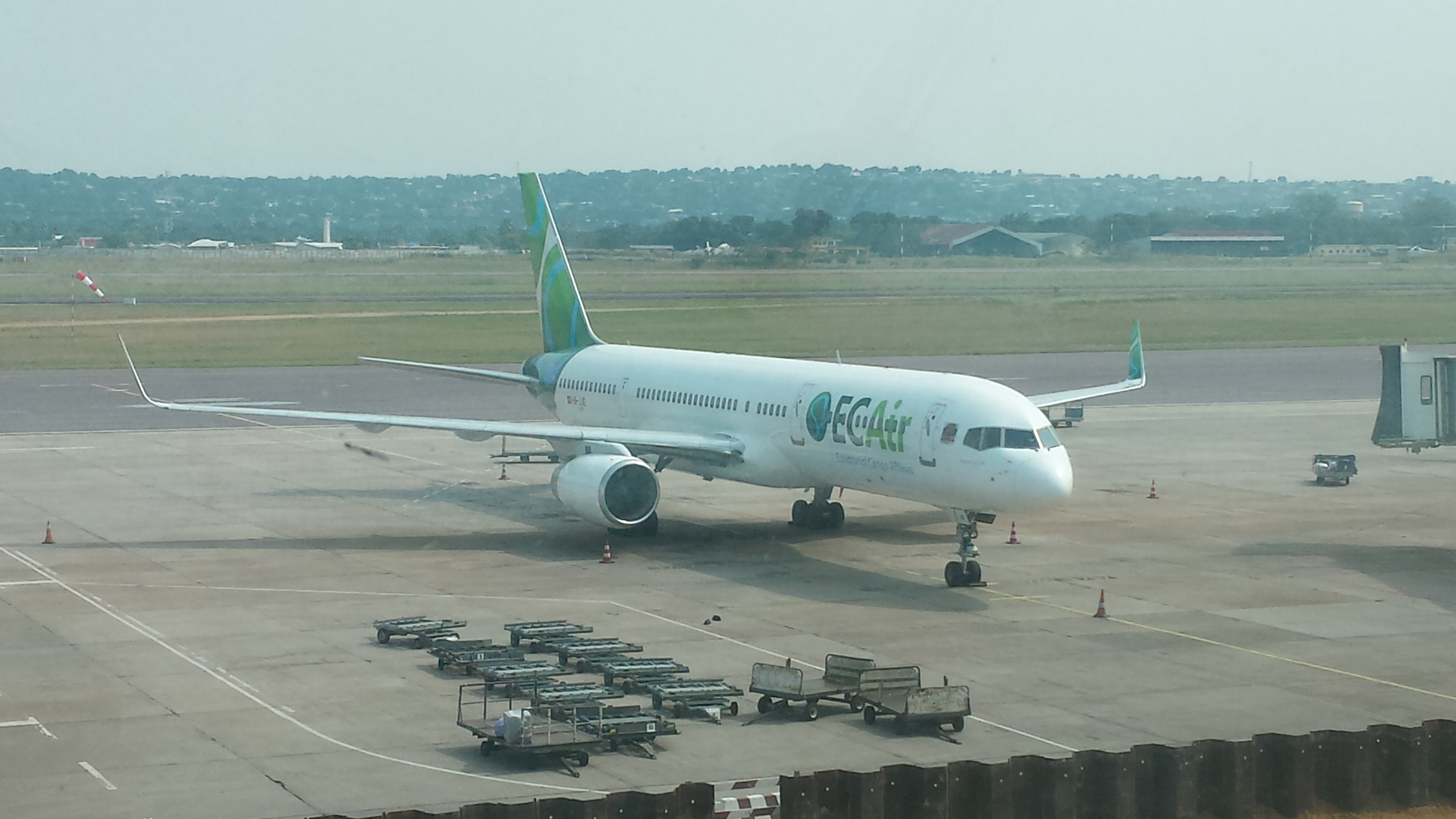
HB-JJE en el aeropuerto de Brazzaville

La flota de ECAir se componía de las siguientes aeronaves (en agosto de 2014) listadas a continuación. Todos los aviones eran operados y mantenidos por empleados de PrivatAir que operaba bajo contrato para ECAir.

## En los medios
El 22 de julio de 2013, la cantante francesa PASSI presentó su nueva canción "Attachez vos ceintures" (traducido del francés: "Abróchate tu cinturón") parcialmente grabada en el Boeing 757 de ECAir registrado HB-JJD.